# Bling-Bang-Bang-Born
〈Bling-Bang-Bang-Born〉는 Creepy Nuts의 14번째 디지털 싱글이다. 2024년 1월 7일에 Sony Music Associated Records에서 발매되었다.

## 배경 및 출시
전작에서 3개월 만인 싱글이다. 타이틀곡은 텔레비전 애니메이션 《마슐》 제2기 〈신각자 후보 선발 시험 편〉의 오프닝 테마로서 새로 쓰여졌다.
출시와 같은 날에 논크레딧 OP 무비가 애니플렉스의 YouTube 채널에 투고되었다. 투고로부터 불과 2주간 후의 같은 달 21일에 1000만 재생을 달성했다.

BBBB 댄스

또한, 오프닝 무비에 맞춘 통칭 'BBBB 댄스'가 틱톡 등에서 유행하고 있어 성우 코바야시 치아키, 이시카와 카이토, 에구치 타쿠야, 우에다 레이나, 우메하라 유이치로, 나나미 히로키도 댄스 동영상을 투고했다.

## 차트 성적
2024년 1월 15일, 같은 날짜 스포티파이 '세계 차트 Top100'에 80위에 랭크 인.
1월 17일 공개의 Billboard JAPAN 애니메이션 차트 "JAPAN Hot Animation"에서 첫 등장 11위에 랭크 인.
1월 17일 공개의 Billboard JAPAN "TikTok Weekly Top 20"에서 첫 등장 5위에 랭크 인.
대만, 체코, 인도네시아, 라오스, 멕시코, 칠레, 우크라이나, 미국, 영국, 프랑스, 남아프리카 공화국 등 10개국 이상의 iTunes Hiphop 차트에서 1위를 획득했다.
1월 18일 발표의 Billboard JAPAN "Global Japan Songs excl. Japan"에서 첫 등장 8위에 랭크 인. 1월 25일 발표(집계 기간 1월 12일~1월 18일)의 이 차트에서는 선두를 획득했다. Creepy Nuts가 이 차트 1위가 되는 것은 최초. 또 이 스트리밍 수가 YOASOBI 〈아이돌〉이 기록하고 있던 819만 회를 웃도는 1,214만 회로 주간 최다 기록을 수립했다.
2월 28일, Billboard JAPAN에서의 스트리밍 1억 회 재생을 돌파했다. 7주간의 1억 회 돌파는 요네즈 켄시 〈KICK BACK〉, LiSA 〈불꽃〉과 함께 역대 3위 타이의 기록이다.

## 수록곡
1. Bling-Bang-Bang-Born [2:48]
2. Bling-Bang-Bang-Born (Instrumental) [2:48]
  - 작사: R-시테이/작곡: DJ마츠나가

## 인증
| 국가                        | 인증      | 판매량/출하량 |
| Streaming                   | Streaming | Streaming     |
| --------------------------- | --------- | ------------- |
| 일본 (RIAJ)                 | 플래티넘  | 100,000,000   |
| 스트리밍을 기반으로 한 인증 |           |               |